# Динамо (женский волейбольный клуб, Москва)
«Динамо» (Москва) — российский женский волейбольный клуб. Основан в 1926 году. Участник чемпионатов СССР с 1940 года. В 1992 году прекратил существование, воссоздан в 2004 году. Является одной из наиболее титулованных клубных команд страны.

## История

### Советский период
Женская волейбольная команда в московской организации Всесоюзного физкультурно-спортивного общества «Динамо» появилась в 1926 году.
В 1940 году «Динамо» впервые приняло участие в чемпионате СССР и заняло первое место во второй группе. В послевоенные годы динамовский коллектив вошёл в когорту сильнейших; под руководством Николая Николаевича Бендерова команда выиграла 5 чемпионатов (в 1947, 1951, 1953, 1954, 1955 годах) и три Кубка СССР (в 1950, 1951 и 1953 годах). Этот период связан с именами Галины Козловой (Волковой), Лилии Каленик (Коноваловой), Серафимы Кундиренко, Веры Озеровой, Татьяны Стангрит, Лидии Стрельниковой, Александры Чудиной.
С 1957 по лето 1964 года с командой работала её бывший игрок Серафима Кундиренко. Чемпионаты страны 1960 и 1962 годов «Динамо» вновь завершило на первом месте, а в 1961 году добилось крупного успеха на международной арене, став победителем первого в истории розыгрыша Кубке европейских чемпионок. С 1963 по 1975 годы динамовки неизменно будут представлять страну в этом турнире и ещё 10 раз поднимутся на верхнюю ступеньку пьедестала почёта. В начале 1960-х годов наряду с опытными игроками первых побед добились Людмила Булдакова, Валентина Карпова, Марита Авен (Катушева).
С лета 1964 года по декабрь 1968-го команду возглавлял Анатолий Саркисов, а затем с ней стал работать старший тренер женской сборной СССР Гиви Ахвледиани, с именем которого связаны новые успехи столичного клуба — 6 побед в чемпионатах СССР (1970—1973, 1975, 1977) и 7 в Кубке европейских чемпионов. В «Динамо» дебютировали олимпийские чемпионки 1968 года Нина Смолеева и Роза Салихова, неоднократными чемпионками СССР в 1970-е годы также становились Людмила Олисова, Антонина Рыжова, Зоя Юсова, Марионна Батутите, Людмила Щетинина, Лариса Берген, Татьяна Третьякова (Поняева), Нина Мурадян и другие великолепные игроки.
В 1982 году «Динамо» возглавляла Галина Волкова, затем Михаил Омельченко. В первом же сезоне под его руководством значительно обновлённая команда выиграла Кубок СССР, а в 1983 году в последний раз стала чемпионом СССР. За команду выступали Людмила Базюк, Надежда Бородийчук, Любовь Голованова, Луиза Дианова, Людмила Жигилий, Любовь Козырева, Марина Колосова, Наталья Корнеева, Ирина Максимова, Ирина Маслова, Бригита Ращевская, Наталья Старшова.
По итогам сезона-1988/89 «Динамо» заняло предпоследнее место и выбыло из высшей лиги. Ещё три сезона команда выступала во втором эшелоне, а в 1992 году временно прекратила своё существование.

### Российский период
12 мая 2004 года женский волейбольный клуб «Динамо» был воссоздан на базе клуба «Луч»-МГСУ и в первом же сезоне стал серебряным призёром чемпионата России среди команд Суперлиги и финалистом Кубка России. Сохранив в составе лидеров «Луча», пригласив в команду капитана сборной Украины Наталью Баженову и румынку Луминиту Тромбитас, «Динамо» подписало контракты с двумя суперзвёздами мирового волейбола — Еленой Годиной, вернувшейся в Россию после долгих лет впечатляющей зарубежной карьеры, и Екатериной Гамовой, разорвавшей долгосрочный (до 2013 года) контракт с «Уралочкой». Главным тренером «бело-голубых» была назначена Ирина Кириллова. Однако из-за того, что известная в прошлом связующая сборных СССР и Хорватии готовилась стать матерью, обязанности тренера исполнял Гарий Егиазаров, которого по ходу сезона сменил опытнейший Леонид Зайко. Таким образом «Динамо» стало первым клубом, бросившим серьёзный вызов «Уралочке», до этого практически без борьбы выигравшей все чемпионаты России. Однако сразу свергнуть её с вершины не удалось — в финальной встрече чемпионата безоговорочная победа осталась за командой Николая Карполя.
В сезоне-2005/06 в «Динамо» дебютировали Наталья Курносова, лидеры сборной Турции Озлем Озчелик и Наталья Ханикоглу (Шигина), а также вернувшаяся в волейбол после трёхлетней паузы в карьере замечательная связующая Татьяна Грачёва. Команда Леонида Зайко стала серебряным призёром Кубка Top Teams, решающие матчи которого проходили в Москве, и впервые завоевала золотые медали российского чемпионата, не оставив в финале никаких шансов «Заречью-Одинцово» (3—0 в серии). Интересно, что одна из победительниц этого чемпионата, Елена Година, сыграла в только в одном матче — третьей игре финальной серии, успев присоединиться к «Динамо» после вылета «Кьери» из плей-офф чемпионата Италии.
В следующем году «Динамо» защитило свой титул чемпионов страны, выиграв решающий матч «Финала четырёх» российского первенства у ЦСКА. Этот титул, равно как и «серебро» Лиги чемпионов вновь были добыты под руководством Леонида Зайко. Первый тренер команды в том сезоне, Дмитрий Фомин, был уволен после крайне неудачного для динамовок «Финала четырёх» Кубка России.
Сезон-2007/08 выдался для «Динамо» неудачным, хотя кроме Екатерины Гамовой, Елены Годиной и Татьяны Грачёвой лидерами обещали стать именитые легионеры — американская нападающая Логан Том и блокирующая сборной Польши Мария Ликторас. Тем не менее подопечные Зайко выбыли из розыгрыша Лиги чемпионов уже на стадии 1/8 финала, а в финалах чемпионата и Кубка страны проиграли «Заречью-Одинцово».
В межсезонье контракт с «Динамо» подписала вернувшаяся в спорт Ирина Кириллова, в составе «бело-голубых» также дебютировали нападающая Наталья Сафронова и блокирующая сборной Италии Симона Джоли, а новым тренером команды стал экс-наставник расформированного ЦСКА Валерий Лосев. После годичного перерыва «Динамо» вернуло себе звание чемпионов страны, вырвав титул в пятиматчевом финальном противостоянии с «Заречьем». Близки были динамовки и к победе в Лиге чемпионов, однако третий сезон подряд итальянские клубы стали непреодолимой преградой в достижении этой цели.
Летом 2009 года «Динамо» лишилось трёх ведущих игроков. В Турцию уехали играть Екатерина Гамова (в «Фенербахче»), Мария Борисенко (в «Эджзаджибаши»), в итальянскую команду «Азистел» (Новара) — Ирина Кириллова. Кроме них, покинули команду Ольга Николаева и молодая Александра Виноградова, перешедшая в «Динамо-Янтарь». Состав «Динамо» пополнился связующей сборной Азербайджана и турецкого «Фенербахче» Оксаной Пархоменко и центральной блокирующей «Уралочки»-НТМК Марией Перепёлкиной (Дускрядченко).
В декабре 2009 года на одной из тренировок команды нападающая Наталья Сафронова потеряла сознание, в течение 18 дней пребывала в коме, впоследствии была перевезена на лечение в Кёльн. В «Динамо» была приглашена Любовь Ягодина, начинавшая сезон в «Университете-Технологе». Несмотря на весомые кадровые потери, динамовки впервые в истории выиграли Кубок России, блестяще провели предварительный этап чемпионата, одержав 21 победу в 22 матчах, и не менее мощно начали плей-офф, выиграв пять игр четвертьфинальной и полуфинальной серий с общим счётом 15:0. Финал подопечные Валерия Лосева начали с двух убедительных побед над «Заречьем-Одинцово», но проиграв обе игры в Одинцове и пятую, решающую, в Москве, не смогли выиграть титул и заодно взять реванш у своего принципиального соперника за поражение в «раунде двенадцати» Лиги чемпионов. Всего же в 53 матчах чемпионата, Кубка России и Лиги чемпионов динамовки потерпели только 7 поражений: два в Лиге от «Фенербахче» Екатерины Гамовой и пять в разных турнирах от «Заречья».
В сезоне-2010/11 «Динамо» одержало со старта чемпионата России 13 побед подряд, но при этом не смогло выйти в «Финал четырёх» Кубка России и выбыло из Лиги чемпионов на стадии «раунда двенадцати». В начале марта 2011 года Валерий Лосев был отправлен в отставку, а новым главным тренером команды назначен наставник женской сборной России Владимир Кузюткин. В финальной серии чемпионата динамовки проиграли казанским одноклубницам и завершили сезон без единого титула. Сразу по его окончании Владимира Кузюткина на посту главного тренера сменил Борис Колчин.
В декабре 2011 года к «Динамо» присоединялась нападающая сборной Германии Ангелина Грюн, сразу по приезде назначенная капитаном команды. Подопечные Бориса Колчина выиграли Кубок России, но в очередной раз неудачно выступили в Лиге чемпионов, проиграв в «раунде двенадцати» итальянскому «Вилла-Кортезе». Новым главным тренером динамовок стал наставник сборной России Сергей Овчинников. Финальная серия чемпионата страны с казанским «Динамо», ознаменованная противостоянием нападающих Наталии Гончаровой и Екатерины Гамовой, как и годом ранее, завершилась не в пользу москвичек.
29 августа 2012 года в период прохождения предсезонного сбора в хорватском Порече ушёл из жизни главный тренер команды Сергей Овчинников. 10 сентября команду возглавила тренер из Сербии Светлана Илич. «Динамо» пригласило новых доигровщиц — украинку Марину Марченко и хорватку Наташу Осмокрович вместо Ангелины Грюн и Евы Яневой, новых связующих — Марию Жадан и Марину Акулову вместо Анны Матиенко и ушедшей в декретный отпуск Веры Улякиной, либеро Елену Ежову, заменившую Светлану Крючкову, сохранив в составе других ключевых исполнителей — диагональную Наталию Обмочаеву (Гончарову), блокирующих Юлию Морозову и Марию Перепёлкину. В феврале 2013 года контракт с «Динамо» также подписала Татьяна Кошелева, начинавшая сезон в «Динамо-Казани», но из-за рецидива травмы расторгнувшая соглашение с казанским клубом. В ключевых матчах двух «Динамо» — в финале Кубка и чемпионата России, а также раунде двенадцати Лиги чемпионов — успех праздновали казанские волейболистки. В январе 2014 года после очередного поражения от одноклубниц из столицы Татарстана в первом матче плей-офф Лиги чемпионов была уволена Светлана Илич, а временно исполняющим обязанности главного тренера назначен Леонид Зайко. Вскоре динамовки одержали победу в Кубке России, а весной в десятый раз за десять проведённых в Суперлиге сезонов вышли в финал чемпионата России, который на сей раз состоял из одного матча и завершился поражением москвичек от казанских одноклубниц со счётом 0:3. По окончании сезона директор «Динамо» Владимир Зиничев объявил, что новым главным тренером команды станет Андрей Подкопаев.
Летом 2014 года «Динамо» покинули два игрока основного состава — Екатерина Кривец и Татьяна Кошелева, вместо которых были приглашены Регина Мороз из «Динамо-Казань» и, уже по ходу сезона, Яна Щербань из краснодарского «Динамо». Ещё одним заметным событием стал переход из «Заречья-Одинцово» связующей Екатерины Косьяненко. В сезоне-2014/15 москвички выиграли бронзу Кубка России и в 6-й раз подряд довольствовались серебряными медалями национального чемпионата, в финальной серии которого вновь не сумели навязать борьбу казанским одноклубницам.
В июне 2015 года новым главным тренером «Динамо» стал Юрий Панченко. Команда сохранила всех ключевых игроков — Екатерину Косьяненко, Наталию Гончарову (Обмочаеву), Анастасию Маркову, Яну Щербань, Юлию Морозову, Регину Мороз, Анну Малову и при этом укрепила свои ряды, подписав контракты с центральными блокирующими Ириной Фетисовой и Екатериной Любушкиной, доигровщицей Анастасией Бавыкиной, либеро Екатериной Раевской. В декабре в «Динамо» также перешла бразильская доигровщица Фе Гарай. Команда Юрия Панченко не смогла дойти до решающей стадии Лиги чемпионов, уступив в «раунде шести» турецкому «Фенербахче», но блестяще выступила в чемпионате России. В 22 сыгранных матчах «бело-голубые» ни разу не покинули площадку побеждёнными и спустя семь лет вновь завоевали звание сильнейшей команды страны.
В декабре 2016 года состав «Динамо» пополнила доминиканка Бетания де ла Крус, заменившая перешедшую ранее в китайский «Эвергрэнд» бразильянку Фе Гарай. В сезоне-2016/17 новичками команды также стали хорватка Майя Поляк и Наталья Кроткова. Подопечные Юрия Панченко вновь завоевали золотые медали чемпионата России, но на международных турнирах в призёры не попали. По итогам Лиги чемпионов москвички заняли 4-е место, а на клубном чемпионате мира в Кобе, где выступали по приглашению организаторов, стали пятыми. В мае 2017 года Юрия Панченко на посту главного тренера сменил сербский специалист Зоран Терзич. Под его руководством «Динамо» в сезоне-2017/18 в третий раз подряд выиграло чемпионат России. С июня по октябрь 2018 года команду возглавлял Юрий Чередник, а новый сезон москвички начали во главе с Александром Сукомелом. Команда, игрой которой в большинстве матчей дирижировала сербская связующая Майя Огненович, выиграла Кубок и чемпионат России, а также дошла до четвертьфинала Лиги чемпионов, где уступила турецкому «Вакыфбанку».
Перед началом сезона-2019/20 Огненович в составе «Динамо» заменила американка Лорен Карлини. В очередном чемпионате России «бело-голубые» стартовали необычно плохо — 4 поражения в 5 матчах. В январе 2020 года главным тренером команды стал серб Желько Булатович, а Сукомел перешёл на должность старшего тренера. В связи с распространением COVID-19 итоги чемпионата России были подведены по результатам предварительного этапа, где динамовки из-за потерь в начале турнира заняли только 4-е место и, таким образом, впервые после возвращения в Суперлигу остались без медалей.

## Достижения
- 14-кратный чемпион СССР — 1947, 1951, 1953, 1954, 1955, 1960, 1961/62, 1970, 1971, 1972, 1973, 1975, 1977, 1982/83.
- 7-кратный серебряный призёр чемпионатов СССР — 1949, 1952, 1957, 1958, 1966, 1974, 1980/81.
- 7-кратный бронзовый призёр чемпионатов СССР — 1948, 1950, 1965, 1969, 1976 (сборная ДСО «Динамо»), 1977/78, 1978/79.
- 4-кратный обладатель Кубка СССР — 1950, 1951, 1953, 1982.
- 3-кратный серебряный (1978, 1981, 1985) и 3-кратный бронзовый (1952, 1974, 1983) призёр розыгрышей Кубка СССР.
- 8-кратный чемпион России — 2005/06, 2006/07, 2008/09, 2015/16, 2016/17, 2017/18, 2018/19, 2022/23.
- 9-кратный серебряный призёр чемпионатов России — 2004/05, 2007/08, 2009/10, 2010/11, 2011/12, 2012/13, 2013/14, 2014/15, 2020/21.
- Бронзовый призёр чемпионата России — 2021/22.
- 6-кратный обладатель Кубка России — 2009, 2011, 2013, 2018, 2022, 2023.
- 8-кратный финалист Кубка России — 2004, 2005, 2007, 2008, 2012, 2016, 2019, 2020.
- 4-кратный бронзовый призёр Кубка России — 2006, 2014, 2015, 2021.
- 3-кратный обладатель Суперкубка России — 2017, 2018, 2023.
- Обладатель Кубка Столетия — 2023.
- 11-кратный обладатель Кубка европейских чемпионов — 1961, 1963, 1965, 1968, 1969, 1970, 1971, 1972, 1974, 1975, 1977.
- Финалист Кубка и Лиги чемпионов — 1966, 1967, 1973, 2007, 2009.
- Финалист Кубка обладателей Кубков — 1982.
- Финалист Кубка топ-команд — 2006.
- 2-е место Top Volley International: 2005
- «Динамо» (Москва) с 1959 года являлась базовой командой сборной общества на Динамиадах, международных соревнованиях родственных обществу «Динамо» организаций, где 12 раз занимала первое и 9 раз второе места.

## Сезон-2024/25

### Переходы
- Пришли: М.Смеленко («Протон»), О.Юрьева («Тулица»), В.Шевчук («Динамо» Краснодар), К.Купряшкина («Уралочка-НТМК»), А.Лазарева («Динамо-Ак Барс»), В.Володина (МВА), Ван Юньлу («Бэйцзин Байк Мотор», Китай), главный тренер А.Кошкин («Динамо-Метар»).
- Ушли: Е.Старцева, Н.Перейра, И.Капустина, Е.Евдокимова, М.Курило, Е.Пипунырова, А.Жаброва, главный тренер К.Ушаков.
- Дозаявлена: А.Попова («Волеро Ле-Канне», Франция).
- Отзаявлена: Ван Юньлу.

### Состав команды
| №  | Имя, фамилия                  | Год рождения | Рост | Амплуа       | Гражданство |
| -- | ----------------------------- | ------------ | ---- | ------------ | ----------- |
| 1  | Ангелина Лазарева (Лазаренко) | 1998         | 192  | центральная  | Россия      |
| 3  | Василиса Володина             | 2007         | 198  | центральная  | Россия      |
| 4  | Ксения Купряшкина             | 1998         | 190  | нападающая   | Россия      |
| 5  | Виктория Пушина               | 2000         | 196  | центральная  | Россия      |
| 7  | Мария Смеленко                | 1997         | 180  | связующая    | Россия      |
| 8  | Наталия Гончарова             | 1989         | 196  | диагональная | Россия      |
| 9  | Елизавета Синицына            | 2002         | 185  | связующая    | Россия      |
| 11 | Ольга Юрьева                  | 1997         | 178  | диагональная | Россия      |
| 12 | Алина Попова                  | 2005         | 186  | доигровщица  | Россия      |
| 14 | Екатерина Полякова            | 1987         | 195  | центральная  | Россия      |
| 15 | Валерия Шевчук                | 2001         | 182  | нападающая   | Россия      |
| 16 | Анна Хабибрахманова           | 2004         | 175  | либеро       | Россия      |
| 19 | Анна Подкопаева               | 1990         | 175  | либеро       | Россия      |

- Главный тренер — Александр Кошкин.
- Старший тренер — Андрей Кожин.
- Тренеры — Владимир Иванов, Антон Иванников.
- Тренер-статистик — Сергей Житов.

## Арена
Сезоны 2020/21—2023/24 команда проводила домашние матчи в спортивном комплексе «Динамо» на улице Василисы Кожиной, 13, вмещающем 3500 зрителей. 
Ранее команда выступала в универсальном спортивном зале «Дружба» в «Лужниках» и во дворце спорта «Динамо» на улице Лавочкина, 32.
С сезона 2024/25 команда вернулась в УСЗ «Дружба».